# 凤凰山山城
凤凰山山城，又称乌骨城，位于辽宁省丹东市凤城市东南郊三公里处的凤凰山东侧，为鸭绿江右岸现存规模最大的高句丽山城。凤凰山山城周长约16公里，占地约10余平方公里，由城门、城墙、天然屏障、附属设施等部分组成。2013年中华人民共和国国务院公布为第七批全国重点文物保护单位。

## 历史
凤凰山山城始建于晋安帝时期（404年）高句丽势力进入辽东之后，距今约1600年。唐贞观十九年（645年），大将李勣率军攻打辽阳燕州的白岩城，凤凰山山城的统领派遣军队来支援白岩城。当时唐军围攻安市持久不能攻克，随军的大臣们上谏说先暂时放弃围攻安市，让主力军队去攻克乌骨城。

## 建筑
凤凰山山城由东、西两侧的高丽山和凤凰山构筑两道天然屏障，形成近似椭圆形的山城格局。山城城内地势平坦、开阔，略呈北高南低的地势。
全城现有东、南、北三门，以南、北二门为主。南门处遗留有一人工土山，土山面向城内一侧有明显的楔形石砌筑的城墙，存高约8米，宽约5米，曾出土有铁镞，铜剑等。土山西侧有泉水流出，泉水西侧正对着天然的山峰。泉水流出山城的附近有一块很大的门柱石，门柱石上面有3、4个门柱卯，证明泉水流出附近才是山城真正的南门。南门的内侧是一大凹形马蹄状内缩成带护墙的瓮城，南门外亦有瓮城遗迹。北门位于东、西两侧山岭北部交汇的最低处，北门残宽13.3米，其西侧城墙残高约6米。北门外修有一瓮城，瓮城北墙倒塌严重，瓮城进深约5.5米，东西长约15米，瓮城门宽约2.8米。瓮城外有一平台，平台南北长约5米。
凤凰山山城的附属设施，主要有甬道、瞭望台、旗杆座、点将台等。甬道位于泉水溪流东侧，宽约4米。甬道从南门的土山豁口一直通向北门，全长约1500米。瞭望台位于北门西侧的山丘上，基本为正南正北向，近似方形，东西长9.6米，南北长7.9米，残高约2.7米，每层石阶向上内收约10厘米。瞭望台南侧修有通往瞭望台的台阶，南北残长约2.5米，东西宽约2.1米。在瞭望台的东、西、南三面的地面上散落有大量高句丽时期的板瓦、筒瓦的陶片。旗杆座位于北门东侧1000米、黑沟山口西侧100米处巨岩上。旗杆座台心留孔，方形，边长25厘米，孔深70厘米。旗杆座左右连着城墙。点将台位于南门内200米处的西山根，高约8米，为一长宽各10米的巨岩。点将台上有两段石刻题记: 一为明代人龚用卿题“攒云岩”; 二是民国时题“磊落光明”。

## 保护措施
2004年，辽宁省文物考古研究所和丹东凤城市文物管理所对凤凰山山城进行了首次考古发掘工作。
2005年，辽宁省文物考古研究所开展凤凰山山城第一期维修工程，加固了一部分城墙。